# Wyręba
Wyręba (deutsch Stolzenberg) ist ein Ortsteil (mit einem Schulzenamt) der Landgemeinde Siekierczyn im Powiat Lubański in Polen. Wyręba liegt westlich der Stadt Lubań in der Woiwodschaft Niederschlesien, nördlich der Straße nach Görlitz.

## Geschichte
Das Dorf Stolzenberg wurde im 13. Jahrhundert gegründet. 1431 zogen die kriegerischen Hussiten durch das Dorf. Ein Münzschatz, der in dieser Zeit versteckt worden war, wurde 2020 gefunden. 1525 hielt die Reformation Einzug in Stolzenberg.
Die Entwicklung des Bauerndorfes wurde durch seine Randlage und Kriege behindert. Im Siebenjährigen Krieg 1761 zog die preußische Armee durch das Dorf. Im September 1813 wurde Stolzenberg zum Heerlager der verbündeten preußischen und russischen Truppen, was die Herbstbestellung der Felder verhinderte. Um 1800 wurde ein Gutshaus errichtet. 1825 gab es im Dorf 41 Häuser und eine dreiklassige evangelische Schule, die später nach Kieslingswalde verlegt wurde. Kirchlich gehörte das Dorf zunächst zu Schreibersdorf, später ebenfalls zur Gemeinde Kieslingswalde. 1840 war die Zahl der Häuser auf 53 gestiegen. 1928 hatte das Dorf eine Fläche von 221 Hektar und zählte 129 Einwohner, der dazugehörige Gutsbezirk umfasste 214 Hektar mit 46 Einwohnern. Das Gut wurde 1933 aufgeteilt.

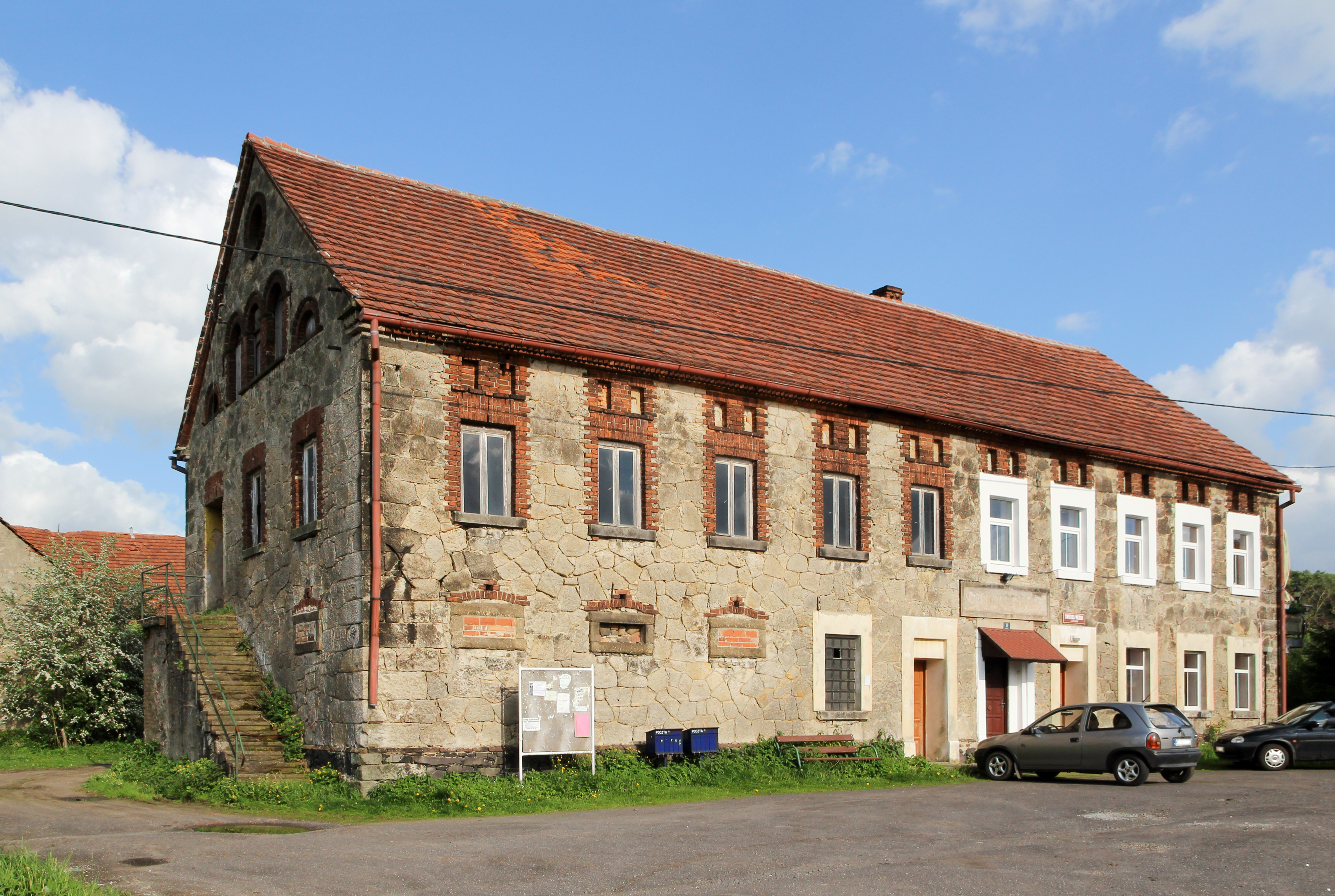
Haus Nr. 8 in Wyręba

Nach 1945 blieb Wyręba ein kleines Bauerndorf mit 28 Höfen.